# Московский метизный завод
Московский метизный завод «Пролетарский труд» — завод по производству метизной продукции в Москве.

## История завода
Основан в 1856 шотландцем Ричардом (Родионом) Смитом (Котельно-механический арматурный завод, впоследствии торгового дома «Смит бр. И. и Р.»). Изготовлял паровые котлы. В 1915 куплен братьями Львом и Эвальдом Тильманс (Винтоделательный завод «Тильманс бр. и К°») и стал выпускать крепёжные изделия, проволоку.
В 1923 году завод переименован в Трест путь, с 1925 года — «Пролетарский труд».
В 2000 году мэром Москвы Юрием Лужковым было подписано Постановление Правительства Москвы № 822-ПП от 17 октября 2000 года «О выводе производства ОАО «Московский метизный завод „Пролетарский труд“ и строительстве на освобождаемой территории жилищно-социального и административно-делового комплекса (Центральный административный округ)».

## Продукция
- Проволока стальная для холодной высадки
- Автоматы гвоздильные
- Винты
- Гвозди проволочные
- Дюбели
- Заклепки
- Изделия крепежные
- Метизы алюминиевые
- Метизы стальные
- Проволока для часовых деталей
- Проволока конструкционная
- Проволока нихромовая
- Проволока общего назначения
- Проволока стальная сварочная
- Шурупы

## Директора завода
- с ???? по ???? — Б. П. Тюрин
- с 1942 по 1943 — А. М. Астахов[3]

## Адрес
- 123100, Россия, г. Москва, Шмитовский проезд, 16